# St. Louis Rams 2001
La stagione 2001 dei St. Louis Rams è stata la 64ª della franchigia nella National Football League e la settima a St. Louis, Missouri > La squadra stabilì un record di franchigia per vittoria in una stagione (14), vincendo tutte le 8 gare in trasferta. Il quarterback Kurt Warner vinse per la seconda volta il premio di MVP della NFL, il terzo anno consecutivo che ad essere premiato fu un giocatore dei Rams. La squadra divenne anche la prima nella storia della NFL con 500 punti segnati in tre stagioni consecutive.
I Rams fecero ritorno al Super Bowl per la seconda volta in tre stagioni ma, malgrado l'essere dati per netti favoriti, furono sconfitti dai New England Patriots, guidati da Bill Belichick e dal quarterback al secondo anno Tom Brady. Questa fu l'ultima apparizione in finale fino al 2018, quando furono nuovamente battuti dai Patriots.
Questa fu anche l'ultima stagione in cui i Rams vennero soprannominati "The Greatest Show on Turf", con Kurt Warner che faticò le due annate successive, venendo infine sostituito da Marc Bulger.

## Roster
Fonte:

## Calendario
| Stagione regolare |                         |                    |                    |
| Turno             | Avversario              | Risultato          | Record             |
| 1                 | at Philadelphia Eagles  | V 20–17 dts        | 1–0                |
| 2                 | at San Francisco 49ers  | V 30–26            | 2–0                |
| 3                 | Miami Dolphins          | V 42–10            | 3–0                |
| 4                 | at Detroit Lions        | V 35–0             | 4–0                |
| 5                 | New York Giants         | V 15–14            | 5–0                |
| 6                 | at New York Jets        | V 34–14            | 6–0                |
| 7                 | New Orleans Saints      | S 31–34            | 6–1                |
| 8                 | Settimana di pausa      | Settimana di pausa | Settimana di pausa |
| 9                 | Carolina Panthers       | V 48–14            | 7–1                |
| 10                | at New England Patriots | V 24–17            | 8–1                |
| 11                | Tampa Bay Buccaneers    | S 17–24            | 8–2                |
| 12                | at Atlanta Falcons      | V 35–6             | 9–2                |
| 13                | San Francisco 49ers     | V 27–14            | 10–2               |
| 14                | at New Orleans Saints   | V 34–21            | 11–2               |
| 15                | at Carolina Panthers    | V 38–32            | 12–2               |
| 16                | Indianapolis Colts      | V 42–17            | 13–2               |
| 17                | Atlanta Falcons         | V 31–13            | 14–2               |

## Classifiche
| NFC West                |    |    |   |      |     |     |     |
|                         | V  | S  | P | %    | PF  | PS  | STR |
| (1) St. Louis Rams      | 14 | 2  | 0 | .875 | 503 | 273 | V6  |
| (5) San Francisco 49ers | 12 | 4  | 0 | .750 | 409 | 282 | V1  |
| New Orleans Saints      | 7  | 9  | 0 | .438 | 333 | 409 | S4  |
| Atlanta Falcons         | 7  | 9  | 0 | .438 | 291 | 377 | S2  |
| Carolina Panthers       | 1  | 15 | 0 | .063 | 253 | 410 | S15 |

## Premi
- Kurt Warner:

MVP della NFL
- Marshall Faulk:

giocatore offensivo dell'anno